# 若泽·门德斯·卡贝萨达斯
若泽·门德斯·卡贝萨达斯·尤尼奥尔（葡萄牙語：José Mendes Cabeçadas Júnior，1883年8月19日—1965年6月11日）是葡萄牙海军军官及政治人物，为共济会成员以及共和主义者，在创建葡萄牙第一共和国的1910年10月5日革命和结束葡萄牙第一共和国的1926年5月28日政变中皆发挥了重要作用。他于1926年5月30日成为财政部长，但任期仅为一天。随后卡贝萨达斯在同年5月30日到6月1日之间担任了两天的临时外交部长，之后他继续担任财政部长一职直至同年6月3日。除此之外，卡贝萨达斯曾短暂担任葡萄牙共和国第九任总统（同时也是全国独裁时期第一任总统），并在1926年5月31日至6月19日期间担任葡萄牙总理。

## 职业生涯
卡贝萨达斯在葡萄牙共和革命中发挥了重要作用，当时他正在葡萄牙军舰“金刚石号”上发动起义响应推翻葡萄牙王国的革命。 不过在葡萄牙第一共和国成立后，其呈现出的种种政治乱象使他对这一新生的政权感到失望。因此当戈麦斯·达科斯塔在布拉加发起推翻葡萄牙第一共和国的政变时，卡贝萨达斯也同样选择了支持。正是由于他在政变中的表现，使他在政变成功后获得了塔与剑骑士团勋章。政变发生后，葡萄牙总理安东尼奥·马里亚·达席尔瓦辞职，总统贝尔纳迪诺·马沙多在几天后的5月31日任命卡贝萨达斯接任此职。随后总统也在同一日辞职，由卡贝萨达斯兼任总统一职。
卡贝萨达斯是参与政变者中的温和派，因此希望构建一个将葡萄牙民主党排除在外但又不损害当前宪政体制的新政府。但是他的温和派立场使其他政变的参与者（如戈麦斯·达科斯塔以及奥斯卡·卡尔莫纳）感到不满，因此在1926年6月17日于萨卡文举办的一场会议上，卡贝萨达斯被迫辞去总统和总理职务并转而支持达科斯塔。
之后卡贝萨达斯第三次加入了推翻当前政府的行列，并多次尝试发起革命以及签署反独裁宣言，直到他于1965年在萨拉查统治下的新国家时期逝世。

## 个人生活
卡贝萨达斯于1911年3月在里斯本与妻子玛丽亚·达斯多雷斯·维埃拉结婚，这对夫妇共育有四个女儿。